# قوريلي (جرجر)
قوريلي (بالكردية: Barzo‏) (بالتركية: Korulu)‏ هي قرية كرديّة تتبع إداريّاً لمديرية جرجر في محافظة أديامان التركية، بلغ عدد سكانها 337 نسمة في عام 2021.